# Тугендхольд, Яков Александрович
Я́ков Алекса́ндрович Тугендхо́льд (5 [17] декабря 1882, Москва — 29 ноября 1928[…], Москва) — российский и советский художественный критик, искусствовед и писатель.

## Биография
Родился в семье доктора медицины Александра Яковлевича Тугендхольда (1837—1898). Мать, Фелиция Осиповна Эрлих (1854—1926), преподавала арифметику в гимназии. Младшая сестра, Роза Александровна Тугендхольд (1894—1971), переводчик, преподавала французский язык в Институте иностранных языков.
В 1901 году окончил гимназию и поступил на историко-филологическое отделение Московского университета и одновременно в Московское училище живописи, ваяния и зодчества. В феврале 1902 года арестован на нелегальной сходке студентов и до конца года находился в заключении. После освобождения вместе с матерью и сестрой уехал в Мюнхен, поступил там на юридический факультет университета. Во время учёбы сблизился с социал-демократическими кругами русской эмиграции. Занимался в художественных школах Вайнхольта, Гофмана и Бронхофа, в мастерской Явленского.
В 1905 году с семьёй переехал в Париж. Занимался живописью и литографией в Академии Рансона и мастерской Стейнлена. Первая значительная работа — статья «Последние течения французской живописи» (1908) в журнале «Современный мир». С этого времени регулярно публикуется также в журналах «Аполлон», «Северные записки», «Новый журнал для всех». Первая книга вышла в 1910.
Летом 1913 вернулся в Москву. Весной 1914 по поручению С. Щукина предпринял поездку в Германию и Францию с целью отбора произведений новой живописи для щукинского собрания. Начало Первой мировой войны застало его в Париже, откуда он вернулся в Россию с большими трудностями.
В мае 1916 поступил на службу литсотрудником Земсоюза в Киеве.
После революции был инструктором Отдела по делам музеев и охране памятников Наркомпроса. В июне 1919 направлен в Крым для обследования местных музеев, затем назначен заведующим отделом искусств Крымского наробраза.
Осенью 1922 переведён в Москву на должность заведующего художественным отделом газеты «Известия» и журнала «Красная нива». Одновременно был сотрудником ГАХН. В марте 1923 назначен заведующим отделом изобразительных искусств Главполитпросвета. В 1925 принимал участие в организации советской экспозиции на Международной выставке декоративного искусства и художественной промышленности в Париже. С 1926 учёный секретарь и председатель секции ИЗО Отдела по изучению искусств народов СССР Государственного учёного совета Наркомпроса РСФСР. Действительный член ГАХН с 1927.
В январе 1928 назначен заведующим художественным отделом «Правды».
29 ноября 1928 умер от воспаления лёгких. Похоронен на Введенском кладбище.
Был женат на Зинаиде Борисовне Веселовской (1881—1964), сестре Степана Борисовича и Бориса Борисовича Веселовских. 

### Книги
- Пювис де Шаванн. — СПб.: Огни, 1911. — 92 с.
- Французское искусство и его представители. Сборник статей. С 26 рисунками в тексте и на отдельных таблицах / Я. Тугендхольд. — СПб.: Книгоиздательское товарищество «Просвещение», [1911]. — 350 с., ил.
- Проблемы и характеристики. Сборник художественных критических статей. — Петроград: Издание «Аполлона», 1915. — [6], 110 с., ил.
- Проблемы войны в мировом искусстве. — М.: Товарищество И. Д. Сытина, 1916. — 168 с., ил.
- Французьке мистецтво XIX століття / Яков Олександрович Тугенгольд. — Київ: Держ. вид-во 8-а Рад. друк., 1921. — 164 с. [21] арк., іл.: мал.
- Александра Экстер. Как живописец и художник сцены. — Берлин: Заря, 1922. — 31, [3] с., 42 л. ил.
- Эдгар Дега и его искусство. — М.: Издательство З.И. Гржебина, 1922. — [4], 90, [2] с., ил.
- Первый музей новой западной живописи. — М.—Пг.: Творчество, 1923. — 150 с., ил. — 2000 экз.
- Живопись и зритель (Опыт популярного изложения) / Я. Тугендхольд. — М.-Л.: Московский рабочий, 1928. — 140, [4] с., ил. — 4000 экз. — Серия: Путеводители по вопросам литературы и искусства.
- Художественная культура Запада. Сборник статей / Я. Тугенхольд. — М.; Л.: Госиздат, 1928. — [4], 191 с., ил. — 3000 экз.
- Искусство Октябрьской эпохи. — Л.: Academia, 1930. — 1 л. портр., [2], 198 с., ил.
- Из истории западноевропейского, русского и советского искусства (избранные статьи и очерки) / Я. А. Тугендхольд. — Москва: Советский художник, 1987. — 318 с., [64] л. ил.